# Lippis et tonsoribus
La locuzione latina [notum] lippis et tonsoribus, tradotta letteralmente, significa [cosa conosciuta] dai miopi e dai barbieri (Orazio, Satire, 1, 7).
Si dice di una notizia più nota della luce del sole; per esempio: "Bella novità! Lippis et tonsoribus!"

Ma sarebbe meglio tradurre lippis con "cisposi", facendo riferimento a quegli antichi che erano costretti a stare al sole con una pomata sugli occhi e dunque avevano da spettegolare proprio come fanno i barbieri (Alberto Giuliani).